# Markivți, Letîciv
Markivți (în ucraineană Марківці) este un sat în comuna Horbasiv din raionul Letîciv, regiunea Hmelnîțkîi, Ucraina.

## Demografie
Componența lingvistică a localității Markivți
     Ucraineană (99,06%)
     Alte limbi (0,94%)
Conform recensământului din 2001, majoritatea populației localității Markivți era vorbitoare de ucraineană (99,06%), existând în minoritate și vorbitori de alte limbi.